# Bocula quadrilineata
Bocula quadrilineata är en fjärilsart som beskrevs av Walker 1858. Bocula quadrilineata ingår i släktet Bocula och familjen nattflyn. Inga underarter finns listade i Catalogue of Life.